# Eisenhans (Film)
Eisenhans ist ein Spielfilm des deutschen Dramatikers und Schriftstellers Tankred Dorst aus dem Jahr 1983. Die Handlung des Schwarzweißfilms ist in Oberfranken an der deutsch-deutschen Grenze angesiedelt. Dem Film liegt das gleichnamige Buch zugrunde, für das Dorst 1983 den Literaturpreis der Bayerischen Akademie der Schönen Künste erhielt.
Das Kinodebüt des Bühnenregisseurs wurde von ihm als „Ein böses deutsches Märchen“ (siehe Der Eisenhans) bezeichnet. Gerhard Olschewski wurde für seine Rolle als Eisenhans als bester Hauptdarsteller mit dem Deutschen Filmpreis ausgezeichnet.

## Handlung
Der einfache, grobschlächtig wirkende Lkw-Fahrer Hans Schroth (Gerhard Olschewski), aufgrund seiner Kraft „Eisenhans“ genannt, lebt mit seiner Frau Sophie (Hannelore Hoger) und seiner debilen Tochter Marga (Susanne Lothar) an der deutsch-deutschen Grenze. Nicht nur die geografische Lage ist isoliert, auch findet Hans bei seiner Frau und in seinem sozialen Umfeld wenig emotionale Nähe. Einzig sein Chef, der Brauereibesitzer Feininger, ist trotz großer sozialer, intellektueller und habitueller Unterschiede ein Freund, da Hans den damals schwächlichen Jungen in der gemeinsamen Schulzeit vor den anderen Kindern beschützte. Feiningers neue Verlobte Ingrid drängt ihn aber, mehr Abstand „zu diesen Leuten“ zu halten.
Seine ganze Zuneigung fokussiert er auf seine jüngere halbwüchsige Tochter, die er, anders als die Dorfbewohner es erwarten, nicht wegen ihrer geistigen Behinderung verschämt versteckt, sondern mit der er aktiv am dörflichen Leben teilnehmen will. Dabei wird seine Beziehung zu ihr umso enger, je mehr sie bei seinen Bemühungen von den Gleichaltrigen und anderen Dorfbewohnern verlacht wird. Er zieht schließlich das Mädchen seiner bereits berufstätigen und in der nahen Kreisstadt wohnenden älteren Tochter Hilde vor, die bei den wochenendlichen Familienbesuchen mit Eifersucht reagiert. Auch schämt sie sich wegen ihrer geistig behinderten Schwester, da auch sie deshalb verspottet wird.
Ihre Mutter nimmt Marga zu ihrer Arbeit als Köchin in das Gasthaus „Wolfsschlucht“ mit, wo sie sich herumtreibt und sich in der Herrentoilette, beobachtet von dem alten Habek und einem durchreisenden Vertreter, entblößt. Schroth fürchtet, dass sich bald Männer an Marga heranmachen werden. Er stellt sie zur Rede und bemerkt ein eigenes Begehren, das schließlich nach dem Besuch eines Kirchweihfestes im alkoholisierten Zustand zu sexuellem Missbrauch im Hühnerstall führt, der von der Mutter nicht unbemerkt bleibt.
Als das Umfeld das sich schließlich manifestierende inzestuöse Verhältnis argwöhnt und Marga auf den Rat Feiningers hin in die Obhut eines Pfarrers gegeben wird, reagiert Eisenhans mit blinder Aggression, tritt betrunken die Tür zum ehelichen Schlafzimmer ein und droht dort seine Frau totzuschlagen. Nur schwer lässt er Marga ziehen, obwohl er weiß, dass er sich und alle anderen mit seinem Verhalten ins Verderben ziehen wird. Als Marga unerwartet wieder heimkehrt, beginnt er stärker zu trinken, wird immer aggressiver und sein Freund Feininger wendet sich von ihm ab. Nachdem seine Frau ihn aus Angst, er könne ihr etwas tun, angezeigt hat, wird er von der Polizei verhaftet.

## Produktionsnotizen
Eisenhans, eine Film-Fernsehgemeinschaftsproduktion, entstand zwischen dem 12. Juli und 25. August 1982 in der Umgebung von Kronach, Ludwigsstadt und Lauenstein in Oberfranken. Der Film wurde am 25. März 1983 uraufgeführt. Da Eisenhans eine Co-Produktion mit dem WDR war, konnte man die Dorst-Verfilmung am 4. September 1989 in der ARD erstmals auch im Fernsehen betrachten.

## Hintergründe
Dorst wurde zu seinem Drama durch einen Presseartikel inspiriert, in dem über einen Familienvater aus der Region berichtet wurde, der wegen sexuellen Missbrauchs seiner Tochter im Gefängnis einsaß und dort durch Suizid starb. Zuvor soll er auf allen Schützenfesten und Kirchweihen mit seiner Tochter teilgenommen und nur mit ihr getanzt haben, weil er keinen anderen Tänzer für sie fand.
Das Drama spielt im Frankenwald, einer symbolisch aufgeladenen Landschaft des Zonenrandgebiets, wo Dorst aufwuchs. Die Grenze, die er als Riss in der Landschaft und in den Seelen der dort lebenden Menschen empfand, wird auf vielfache Weise im Film angedeutet. Auch die Unwirklichkeit der durch Verfall und Lethargie geprägten Gegend spiegelt sich in der Tristesse des Lebensumfelds der Familie Schroth wider. Surreale Traumsequenzen gehen mit nicht minder surrealen tatsächlichen Gegebenheiten einher. Stellvertretend steht das Gasthaus: Ein Riss geht durch die Küche der „Wolfsschlucht“, das Gebäude ist marode und selbst der Wirt geht auf Krücken und jammert den besseren Zeiten nach, als die „Prominenz“ einkehrte.
Dorst, der sich selbst als ein Laie im Filmemachen sah, fühlte sich umso freier, die Grenzen der Filmkunst auszuloten. So war er bei seiner Arbeit an Eisenhans weniger an einer realistischen Darstellung eines Sozialdramas als an einer märchenhaften Visualisierung von Bildern interessiert. Ebenso wie er in echten Märchen die Grundmuster aller menschlichen Beziehungen sah, so sollte auch sein Märchen einen wahren Kern haben, aber nicht ausschließlich die Realität abbilden.
Tankred Dorst erklärte zu seinem eigenen Film: „Dies sollte kein realistischer Film werden (…) Das ist kein Film, der Menschen nur aus ihrem Milieu erklären will. Und es ist ein Märchen. ‚Märchen‘ steht bei vielen Menschen für ‚unwahr‘. Das ist aber falsch. Zum Beispiel finden wir in den Bildern der Grimm’schen Märchen die Grundmuster aller menschlichen Beziehungen wieder. Die Bilder der Märchen sind Sinn- und Rätselbilder für unser Leben“.

## Auszeichnungen
- Gerhard Olschewski und seine Filmpartnerin Susanne Lothar erhielten für ihre darstellerische Leistungen jeweils das Filmband in Gold
- Literaturpreis der Bayerischen Akademie der Schönen Künste (für Film und Buch)